# Виды рода Мятлик
- Список составлен на основе данных сайтов GRIN[1], ITIS и NCBI, также книгам «Флора СССР» и «Злаки СССР» (см. раздел Литература).
- Русские названия видов даны по книгам «Флора СССР» и «Злаки СССР» (см. раздел Литература).
- Синонимика видов в данном списке не приводится.

| # A B C D E F G H I J K L M N O P Q R S T U V W X Y Z |

## A
- Poa abbreviata R.Br. — Мятлик укороченный
- Poa acicularifolia Buchanan
- Poa acroleuca Steud. — Мятлик беловершинный
- Poa acuminata Ovcz. — Мятлик заострённый
- Poa aequatoriensis Hack.
- Poa affinis R.Br.
- Poa aitchisonii Boiss.
- Poa albertii Regel — Мятлик Альберта
- Poa almasovii Golub — Мятлик Алмазова
- Poa alopecurus (Gaudich. ex Mirb.) Kunth
- Poa alpina L. — Мятлик альпийский
- Poa alsodes A.Gray
- Poa altaica Trin. — Мятлик алтайский
- Poa amplexicaulis C.M.Weiller & N.G.Walsh
- Poa anceps G.Forst.
- Poa andina Trin.
- Poa angustifolia L. — Мятлик узколистный
- Poa angustiglumis Roshev. — Мятлик узкочешуйный
- Poa annua L. — Мятлик однолетний
- Poa arachnifera Torr.
- Poa arctica R.Br. — Мятлик арктический
- Poa arida Vasey
- Poa arnowiae Soreng, ined.
- Poa atropurpurea Scribn.
- Poa attenuata Trin. — Мятлик оттянутый, или Мятлик оттянуточешуйный
- Poa autumnalis Muhl. ex Ell.

## B
- Poa bactriana Roshev. — Мятлик бактрийский
- Poa badensis Haenke ex Willd. — Мятлик баденский
- Poa bakuensis Litw. — Мятлик бакинский
- Poa bedeliensis Litw. — Мятлик бедельский
- Poa beringiana Probat. — Мятлик Беринга
- Poa bigelovii Vasey & Scribn.
- Poa binata Nees
- Poa bolanderi Vasey
- Poa bonariensis (Lam.) Kunth
- Poa brachyanthera Hulten
- Poa bracteosa Kom. — Мятлик прицветниковый
- Poa buchananii Zotov
- Poa bucharica Roshev. — Мятлик бухарский
- Poa bulbosa L. — Мятлик луковичный

## C
- Poa calliopsis Litw. — Мятлик красивый
- Poa candamoana Pilg.
- Poa candyi (Scribn.) T.Howell
- Poa caucasica Trin. — Мятлик кавказский
- Poa cenisia All.
- Poa chaixii Vill. — Мятлик Шэ
- Poa chapmaniana Scribn.
- Poa cheelii Vickery
- Poa cita Edgar
- Poa clelandii Vickery
- Poa cockayneana Petrie
- Poa colensoi Hook.f.
- Poa compressa L. — Мятлик сплюснутый
- Poa confinis Vasey
- Poa cookii (Hook.f.) Hook.f.
- Poa costiniana Vickery
- Poa curtifolia Scribn.
- Poa cusickii Vasey
- Poa cuspidata Nutt.

## D
- Poa dahurica Trin. — Мятлик даурский
- Poa densa Troitsky — Мятлик густой
- Poa densissima Roshev. — Мятлик густейший
- Poa deylii Chrtek & Jiras. — Мятлик Дейла
- Poa diaphora Trin.
- Poa disjecta Ovcz. — Мятлик разбросанный
- Poa diversifolia (Boiss. & Balansa) Boiss.
- Poa dolosa Boiss. & Heldr.
- Poa douglasii Nees
- Poa dschungarica Roshev. — Мятлик джунгарский
- Poa dshilgensis Roshev. — Мятлик джилгинский
- Poa dusenii Hack.

## E
- Poa eigii Feinbrun
- Poa eminens J.Presl — Мятлик выдающийся, или Мятлик восходящий
- Poa ensiformis Vickery
- Poa erinacea Speg.

## F
- Poa fawcettiae Vickery
- Poa fax J.H.Willis & Court
- Poa fedtschenkoi Roshev. — Мятлик Федченко
- Poa fendleriana (Steud.) Vasey
- Poa filiculmis Roshev. — Мятлик нитестебельный
- Poa flabellata (Lam.) Raspail
- Poa flexuosa Sm.
- Poa foliosa (Hook.f.) Hook.f.
- Poa fordeana F.Muell.
- Poa fragilis Roshev. — Мятлик ломкий
- Poa fuegiana (Hook.f.) Hack.

## G
- Poa ganeschini Roihev. — Мятлик Ганешина
- Poa gaspensis Fern.
- Poa gerardii All.
- Poa gilgiana Pilg.
- Poa glabriflora Roshev. — Мятлик гладкоцветковый
- Poa glauca Vahl — Мятлик сизый
- Poa glauciculmis Ovcz. — Мятлик сизостебельный
- Poa glaucifolia Scribn. & T.A.Williams
- Poa gorbunovii Ovcz. — Мятлик Горбунова
- Poa gymnantha Pilg.

## H
- Poa hartzii Gandog. — Мятлик Хартца
- Poa helmsii Vickery
- Poa hesperia Edgar
- Poa hiemata Vickery
- Poa hissarica Roshev. — Мятлик гиссарский
- Poa homomalla Nees
- Poa hookeri Vickery
- Poa horridula Pilg.
- Poa howellii Vasey & Scribn.
- Poa humilis Ehrh. ex Hoffm.
- Poa hybrida Gaudin — Мятлик гибридный

## I
- Poa iberica Fisch. & C.A.Mey. — Мятлик грузинский
- Poa imbecilla Spreng.
- Poa incrassata Petrie
- Poa infirma Kunth — Мятлик слабый
- Poa insignis Litw. — Мятлик заметный
- Poa interior Rydb.
- Poa intrusa Edgar
- Poa ircutica Roshev. — Мятлик иркутский
- Poa iridifolia Hauman

## K
- Poa kamczatensis Probat. — Мятлик камчатский
- Poa karateginensis Roshev. — Мятлик каратегинский
- Poa keckii Soreng
- Poa kelloggii Vasey
- Poa kerguelensis (Hook.f.) Steud.
- Poa keysseri Pilg.
- Poa kirkii Buchanan
- Poa koksuensis Golosk. — Мятлик коксуйский
- Poa komarovi Roshev. — Мятлик Комарова
- Poa krylovii Reverd. — Мятлик Крылова

## L
- Poa labillardierei Steud.
- Poa laevis R.Br.
- Poa lanatiflora Roshev. — Мятлик шерстистоцветковый
- Poa landuida A.Hitchc.
- Poa languida Hitchc.
- Poa lanigera Nees
- Poa lanuginosa Poir.
- Poa laudanensis Roshev. — Мятлик лауданский
- Poa laxa Haenke
- Poa laxiflora Buckl.
- Poa leibergii Scribn.
- Poa lepidula (Nees & Meyen) Soreng & L.J.Gillespie
- Poa leptoclada Hochst. ex A.Rich.
- Poa leptocoma Trin. — Мятлик тонкометельчатый
- Poa lettermanii Vasey
- Poa ligularis Nees ex Steud.
- Poa ligulata Boiss.
- Poa limosa Scribn. & Williams
- Poa lindebergii Tzvel. — Мятлик Линдеберга
- Poa lindsayi Hook.f.
- Poa lipskyi Roshev. — Мятлик Липского
- Poa litorosa Cheeseman
- Poa litwinowiana Ovcz. — Мятлик Литвинова
- Poa longifolia Trin. — Мятлик длиннолистный
- Poa lowanensis N.G.Walsh

## M
- Poa macrantha Vasey
- Poa macrocalyx Trautv. & C.A.Mey. — Мятлик крупночашечный
- Poa mairei Hack.
- Poa malacantha Kom. — Мятлик мягкоцветковый
- Poa maniototo Petrie
- Poa mannii Munro ex Hillebr.
- Poa marcida A.S.Hitchc.
- Poa mariae Reverd. — Мятлик Марии
- Poa masenderana Freyn & Sint. — Мятлик мазендеранский
- Poa matthewsii Petrie
- Poa maydellii Roshev. — Мятлик Майделя
- Poa media Schur — Мятлик средний
- Poa meionectes Vickery
- Poa meyeri Trin. — Мятлик Мейера
- Poa mulalensis Kunth

## N
- Poa naltchikensis Roshev. — Мятлик нальчикский
- Poa napensis Beetle
- Poa nematophylla Rydb.
- Poa nemoralis L. — Мятлик боровой
- Poa nervosa (Hook.) Vasey
- Poa nipponica Koidz.
- Poa nivicola Kom. — Мятлик снежный

## O
- Poa occidentalis Vasey
- Poa orba N.G.Walsh
- Poa orthoclada N.G.Walsh

## P
- Poa pallens Poir.
- Poa paludigena Fernald & Wiegand
- Poa palustris L. — Мятлик болотный
- Poa pamirica (Litw.) Roshev. — Мятлик памирский
- Poa pannonica A.Kern.
- Poa paucispicula Scribn. & Merr.
- Poa penicillata Kom. — Мятлик клеточный
- Poa petraea Trin. — Мятлик скальный
- Poa petschorica Roshev. — Мятлик печорский
- Poa phillipsiana Vickery
- Poa pilcomayensis Hack.
- Poa pinegensis Roshev. — Мятлик пинежский
- Poa piperi A.S.Hitchc.
- Poa platyantha Kom. — Мятлик плоскоцветковый
- Poa podolica Blocki — Мятлик подольский
- Poa poecila Phil.
- Poa poiformis (Labill.) Druce
- Poa polycolea Stapf
- Poa porphyroclados Nees
- Poa porsildii Gjaerev.
- Poa pratensis L. — Мятлик луговой
- Poa primae Tzvel. — Мятлик Примы
- Poa pringlei Scribn.
- Poa pruinosa Korotky — Мятлик инееватый
- Poa pseudoabbreviata Rosh. — Мятлик ложноукороченный
- Poa pseudoattenuata Probat. — Мятлик ложнооттянуточешуйный
- Poa pseudobulbosa Bor
- Poa psilolepis Keng
- Poa pumila Host

## R
- Poa radula Fr. & Sav. — Мятлик шероховатый
- Poa raduliformis Probat. — Мятлик шероховатовидный
- Poa ramosissima Hook.f.
- Poa rangkulensis Ovcz. & Czuk. — Мятлик рангкульский
- Poa reflexa Vasey & Scribn.
- Poa rehmannii (Aschers. & Graebn.) Woloszcz. — Мятлик Ремана
- Poa remota Forselles — Мятлик расставленный
- Poa resinulosa Nees ex Steud.
- Poa reverdattoi Roshev. — Мятлик Ревердатто
- Poa rhizomata A.S.Hitchc.
- Poa rhomboidea Roshev. — Мятлик ромбический
- Poa robusta Steud.
- Poa rupicola Nash

## S
- Poa sabulosa Turcz. — Мятлик песчаный
- Poa sachalinensis (Koidz.) Honda — Мятлик сахалинский
- Poa sajanensis Roshev. — Мятлик саянский
- Poa saksonovii Tzvelev — Мятлик Саксонова
- Poa sallacustris N.G.Walsh
- Poa saltuensis Fern. & Wieg.
- Poa sandvicensis (Reichardt) Hitchc.
- Poa scaberula Hook.f.
- Poa schischkinii Tzvel. — Мятлик Шишкина
- Poa secunda J.Presl
- Poa setacea Hoffm. — Мятлик щетинистый
- Poa shumushuensis Ohwi — Мятлик шумшинский
- Poa sibirica Roshev. — Мятлик сибирский
- Poa sichotensis Prob. — Мятлик сихотэалинский
- Poa sieberiana Spreng.
- Poa sierrae J.T.Howell
- Poa silvicola Guss. — Мятлик лесной
- Poa sinaica Steud. — Мятлик синайский
- Poa siphonoglossa Hack.
- Poa skvortzovii Roshev. — Мятлик Скворцова
- Poa smirnowii Roshev. — Мятлик Смирнова
- Poa soczawai Roshev. — Мятлик Сочавы
- Poa stebbinsii Soreng
- Poa stenantha Trin.
- Poa sterilis M.Bieb. — Мятлик бесплодный
- Poa stiriaca Fritsch & Hayek
- Poa strictiramea A.S.Hitchc.
- Poa subfastigiata Trin. — Мятлик широкометельчатый
- Poa sublanata Reverd. — Мятлик почти-щерстистый
- Poa sudicola Edgar
- Poa sugawarae Ohwi — Мятлик Сугавары
- Poa suksdorfii (Beal) Vasey ex Piper
- Poa supina Schrad. — Мятлик раскинутый, или Мятлик лежачий
- Poa sylvestris A.Gray

## T
- Poa taimyrensis Roshev. — Мятлик таймырский
- Poa tanfiljewi Roshev. — Мятлик Танфильева
- Poa tatarica Fisch.
- Poa tatewakiana Ohwi — Мятлик Татеваки
- Poa taurica Pojark. — Мятлик крымский
- Poa tenerrima Scribn.
- Poa tiandchanica (Regel.) Hack. ex O.Fedtsch. — Мятлик тяньшаньский
- Poa tibetica Munro — Мятлик тибетский
- Poa timoleontis Scribn. — Мятлик Тимолеона
- Poa tolmatchewii Rosh. — Мятлик Толмачева
- Poa tracyi Vasey
- Poa transbaicalica Roshev. — Мятлик забайкальский
- Poa trautvetteri Tzvel. — Мятлик Траутветтера
- Poa tremuloides Litw. — Мятлик дрожащий
- Poa trichophylla Heldr. & Sartori ex Boiss.
- Poa tristis Trin. ex Bge. — Мятлик траурный
- Poa trivialiformis Kom. — Мятлик подобный
- Poa trivialis L. — Мятлик обыкновенный
- Poa turfosa Litw. — Мятлик торфяной

## U
- Poa udensis Trautv. & C.A.Mey. — Мятлик удской
- Poa unilateralis Scribn.
- Poa urjanchaica Roshev. — Мятлик урянхайский
- Poa urssulensis Trin. — Мятлик урсульский
- Poa ussuriensis Roshev. — Мятлик уссурийский

## V
- Poa veresczaginii Tzvel. — Мятлик Верещагина
- Poa versicolor Besser — Мятлик разноцветный
- Poa viridifolia Hochst.
- Poa vvedenskyi Drob. — Мятлик Введенского

## W
- Poa wheeleri Vasey
- Poa wolfii Scribn.
- Poa woronowii Roshev. — Мятлик Воронова

## X
- Poa xenica Edgar & Connor

## Z
- Poa zaprjagajevi Ovcz. — Мятлик Запрягаева